# Cottage Grove (Minnesota)
Cottage Grove és una població dels Estats Units a l'estat de Minnesota. Segons el cens del 2007 tenia 33.081 habitants.

## Demografia
Segons el cens del 2000, Cottage Grove tenia 30.582 habitants, 9.932 habitatges, i 8.462 famílies. La densitat de població era de 347,5 habitants per km².
Dels 9.932 habitatges en un 49,8% hi vivien nens de menys de 18 anys, en un 72,9% hi vivien parelles casades, en un 8,8% dones solteres, i en un 14,8% no eren unitats familiars. En l'11% dels habitatges hi vivien persones soles el 2,7% de les quals corresponia a persones de 65 anys o més que vivien soles. El nombre mitjà de persones vivint en cada habitatge era de 3,07 i el nombre mitjà de persones que vivien en cada família era de 3,32.
Per edats la població es repartia de la següent manera: un 32,7% tenia menys de 18 anys, un 7,4% entre 18 i 24, un 34,4% entre 25 i 44, un 20,7% de 45 a 60 i un 4,9% 65 anys o més.
L'edat mediana era de 32 anys. Per cada 100 dones de 18 o més anys hi havia 98 homes.
La renda mediana per habitatge era de 65.825 $ i la renda mediana per família de 68.935 $. Els homes tenien una renda mediana de 45.567 $ mentre que les dones 31.232 $. La renda per capita de la població era de 23.348 $. Entorn de l'1,8% de les famílies i el 2,2% de la població estaven per davall del llindar de pobresa.

## Poblacions més properes
El següent diagrama mostra les poblacions més properes.